# Veľké Dvorníky
Veľké Dvorníky (maďarsky Nagyudvarnok) jsou obec na Žitném ostrově v okrese Dunajská Streda na Slovensku. V obci převažují občané maďarské národnosti.

## Historie
Místo je poprvé písemně zmíněno v roce 1252 jako Vduornuk a bylo vesnicí královských dvořanů. Patřilo k panství Bratislavského hradu. Do roku 1918 bylo území obce součástí Uherska. Na základě první vídeňské arbitráže bylo území obce v letech 1938 až 1945 součástí Maďarska. V letech 1960 až 1990 byly Veľké Dvorníky sloučeny s obcí Malé Dvorníky do obce Dvorníky na Ostrově.

## Stavby
- Římskokatolický kostel Jména Marie z roku 1953
- Kaple Nejsvětější Trojice z 19. století
- Renesanční venkovský zámeček ze 17. století